# Werner Stauff
Werner Stauff (* 16. Februar 1960 in Köln, Deutschland) ist ein ehemaliger deutscher Radrennfahrer.

## Sportliche Laufbahn
1982 fuhr Stauff bei den Deutschen Straßen-Radmeisterschaften der Amateure auf den dritten Platz. Er nahm an den Olympischen Sommerspielen 1984 in Los Angeles teil und wurde im olympischen Straßenrennen 41.  Er wurde 1986 deutscher Meister im Straßenrennen der Amateure. Er startete für die Vereine PSV Köln und RSG Hercules Nürnberg. 1988 gewann er die neunte Etappe bei der Friedensfahrt und beendete die Rundfahrt auf dem 49. Platz des Gesamtklassements. Er fuhr im nächsten Jahr, seinem einzigen als Profi, für das Team Stuttgart, dem Vorgänger des Teams Telekom.

## Familie
Werner Stauff ist verheiratet mit Beate Habetz, Straßenweltmeisterin von 1978. Sie haben zwei Kinder, darunter der Radrennfahrer Andreas Stauff.

## Erfolge
1981
- Deutsche Meisterschaft – Mannschaftszeitfahren

1982
- Deutsche Meisterschaft – Straßenrennen

1985
- Deutsche Meisterschaft – Mannschaftszeitfahren

1986
- Deutsche Meisterschaft – Straßenrennen

1988
- eine Etappe Friedensfahrt

## Teams
- 1989 Team Stuttgart